# 胡班
胡 班（こ はん）は、中国の通俗歴史小説『三国志演義』に登場する架空の人物。

## 物語中の活躍
| 姓名         | 胡班           |
| 出身地       | -              |
| 職官         | 牙門将〔蜀漢〕 |
| 陣営・所属等 | 曹操→劉備      |
| 家族・一族   | 父：胡華       |

桓帝の時に議郎をつとめた胡華の子、滎陽太守王植の従事として登場する。関羽の千里行の時、東嶺関守将孔秀、洛陽太守韓福とその部下孟坦、沂水関守将卞喜を斬り、関所破りを続ける関羽に対して、王植は計略をもって関羽を暗殺することを決意し、慇懃に関羽一行を歓待する裏で、胡班に関羽のいる宿舎の焼き討ちを命じる。
その際に様子を探った胡班は関羽に見つかり、胡班の名を聞いた関羽は、胡華から預かった手紙を見せる。それを見た胡班は「危うく忠義の人を殺すところであった」と嘆息し、宿舎を焼き討ちする手筈になっていることを関羽に告げる。それを聞いた関羽は驚き、一行と共に宿舎を急いで離れ、胡班は誰もいない宿舎を焼き払う。関羽の脱出を知った王植が追撃してきたが、関羽の一刀であっけなく胴を両断されて果てる。関羽は、道中で胡班のことを思って止まなかったとしている（以上、演義第27回）。
しばらく後になって、関羽を頼り荊州に住まい、側近として関羽麾下に加わった。劉備が漢中王となった時、関羽に爵位の沙汰をしてきたため、関羽の代理として爵位を受けるために、使者としてやってきた費詩とともに蜀へ向かった。関羽の代理として爵位を受け、胡班自身も牙門将に任ぜられる（以上、演義第73回）。
次いで、劉備から張飛を補佐して閬中を守備するよう命じられたが（この時、呉班と誤記されている）、張飛が部下の范彊・張達に殺される事件が起きる。胡班は、直ちにその旨を劉備に上奏し、また、張飛の長子張苞に張飛の遺体を棺に納めさせ、次子の張紹に閬中を守らせ、張苞を劉備の下に派遣する手配をしている（以上、演義第81回）。
これ以降、胡班の活躍はほぼ途絶えている。

## 注
1. ↑  滎陽は河南尹の1県でしかないため、「滎陽太守」という地位は史実に存在しない。太守級であれば河南尹、県の長であれば県令（令）または県長でなければならない。これは、「洛陽太守」韓福についても同様である。
2. ↑  立間祥介訳版、178頁による。